# Síndrome de Geller
El síndrome de Geller es un trastorno genético caracterizado por la alteración funcional a nivel del receptor mineralcorticoide. 

## Fisiopatología
Existe una mutación a nivel del aminoácido 810 con una sustitución de Leucina por Serina a nivel del receptor mineralcorticoide. Esto se traduce en un aumento de afinidad del dominio por la progesterona.

## Clínica
Generalmente asintomático, puede manifestarse clínicamente durante el embarazo en el contexto del aumento de los niveles de progesterona. Clásicamente se manifiesta como:
- Hipertensión arterial
- Hipocalemia